# Quinckejeva cev
Quinckejeva cév [kvínkejeva ~] je cev za merjenje valovne dolžine zvoka. Cev se razdeli na dva kraka, ki se spet sestaneta. Skozi cev prihaja zvok, dolžina enega izmed obeh krakov se spreminja in ugotavlja ojačanje in oslabitve izhajajočega zvoka. Imenuje se po nemškem fiziku Georgu Hermannu Quinckeju (1834 – 1924), ki je leta 1866 izdelal cev in druge interferenčne priprave.